# Porsche 356

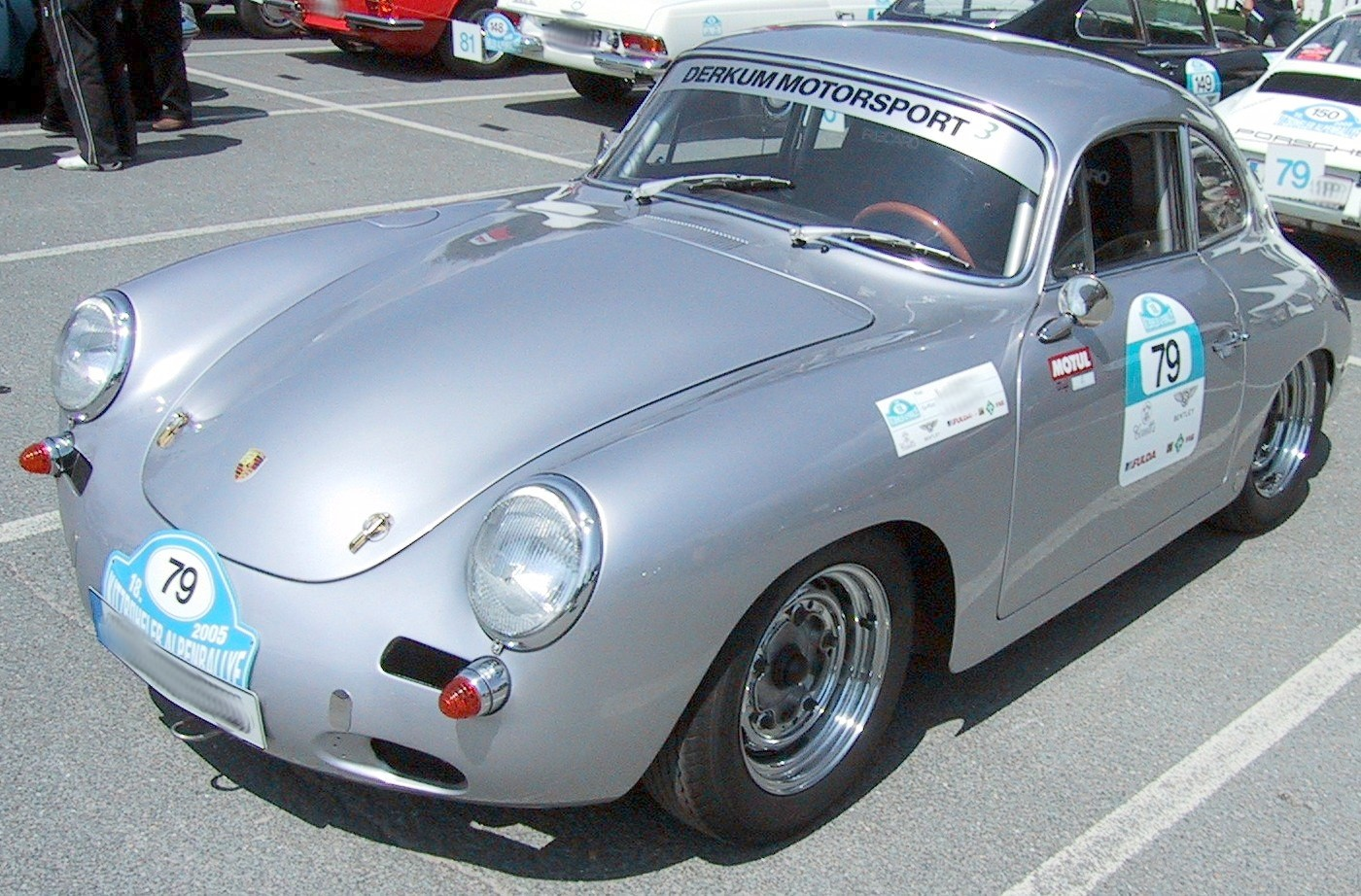
Porsche 356 1962

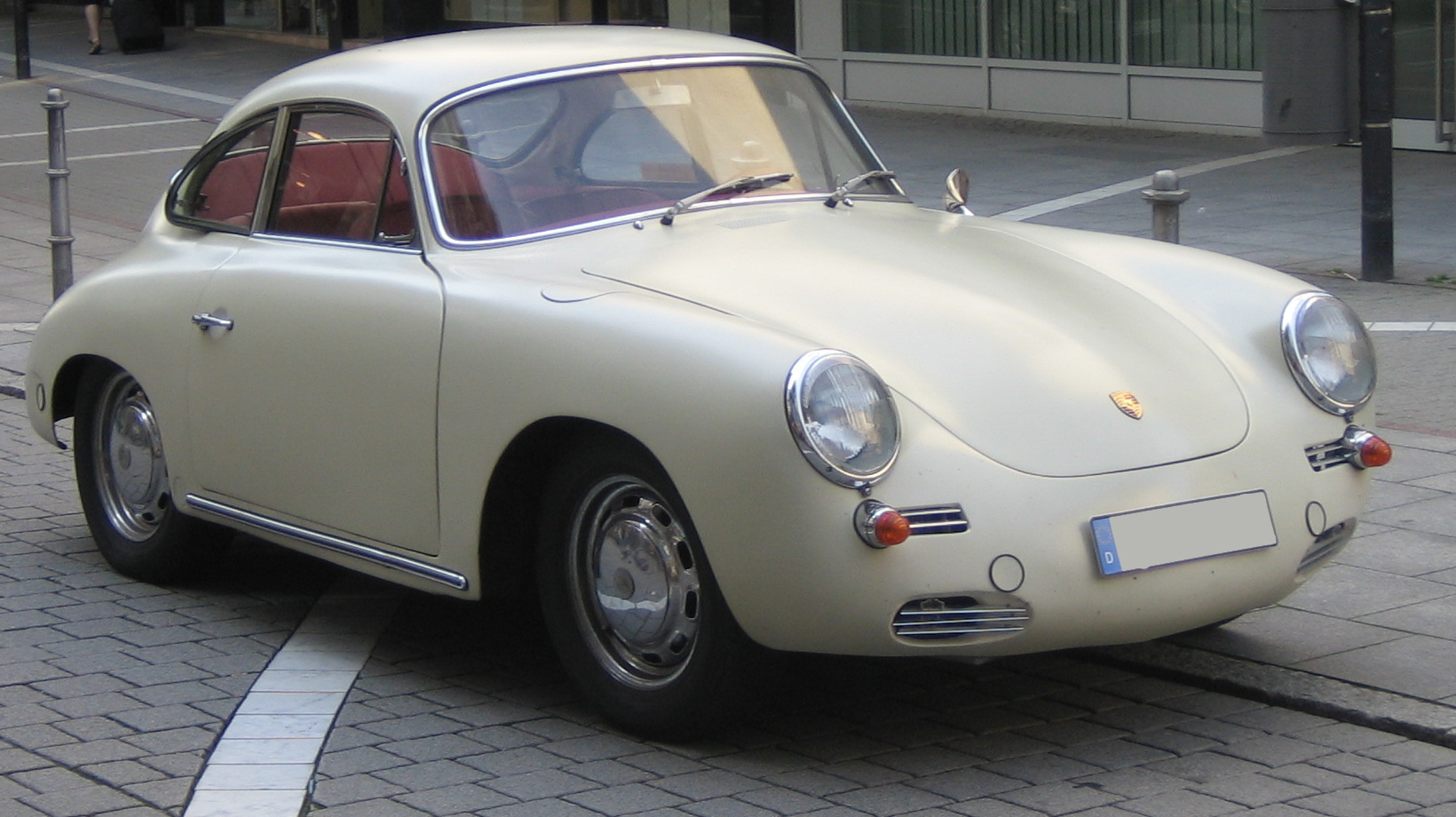
Porsche 356C coupe

Porsche 356 bylo prvním vozem, které nesly jméno Porsche. Začal se vyrábět v roce 1949 a poslední vůz sjel z výrobní linky v roce 1965. Vyrobeno bylo 82 363 kusů. Jeho nástupcem se stal model Porsche 911.

## Vznik a vývoj vozu
Přestože Ferdinand Porsche založil svou návrhářskou dílnu již v roce 1931, první vůz, který nesl jeho jméno byl až typ 356. Jednalo se o malá sportovní vozidla, která nezapřela příbuznost s dalším vozem, který Ferdinand Porsche navrhl, a to Volkswagen Brouk. Tento vůz udělal v 50. letech svému konstruktérovi Ferdinandovi Porsche vynikající pověst. Vůz se dodával ve variantě kupé, kabriolet a speedster, který je v současnosti nejžádanější (proto se vyrábí i ve formě stavebnice jako replika).
První verze vyráběné do roku 1950 v Rakousku měly ploché dělené přední sklo, pohon poskytoval vzduchem chlazený čtyřválec s výkonem pouhých 40 koní. V provedení s motory 1287 až 1488 cm3 měly výkon až 70 koní. Když přišel model 356A, pozměnil se původní baculatý tvar, vsadilo se jednodílné zaoblené přední sklo a vůz získal ještě novou pohonnou jednotku 1600 cm3.
Provedení 356B z roku 1959 se lišilo vyšší přídí. Dodávalo se ve formě Roadster (odvozené od speedsteru) nebo jako coupe Karmann se stupňovitou zádí. Vrchol nabídky byl typ Super s max. rychlostí 175 km/h. Provedení 356C bylo posledním modelem série, bylo vybavené kotoučovými brzdami na všech kolech a výkonem až 80 koní.
Od roku 1955 si bylo možné pořídit model Carrera 356. Ploché čtyřválce zůstaly, ale byly razantně pozměněny. Dále měla carrera odlehčenou karoserii a díky výkonu 100 koní dosahovaly senzační maximální rychlosti 195 km/h. Od roku 1958 v provedení s motorem 1600 cm3 se max. rychlost zvýšila na 210 km/h!
Na jaře 1960 se objevila ještě verze Carrera 2. Ta byla poháněna dvoulitrovým čtyřválcem o výkonu 155 koní.